# Mistrzostwa NCAA Division I w Zapasach w 1982
Mistrzostwa NCAA Division I w zapasach rozgrywane były w Ames w dniach 11–13 marca 1982 roku. Zawody odbyły się w Hilton Coliseum, na terenie Uniwersytetu Stanu Iowa.

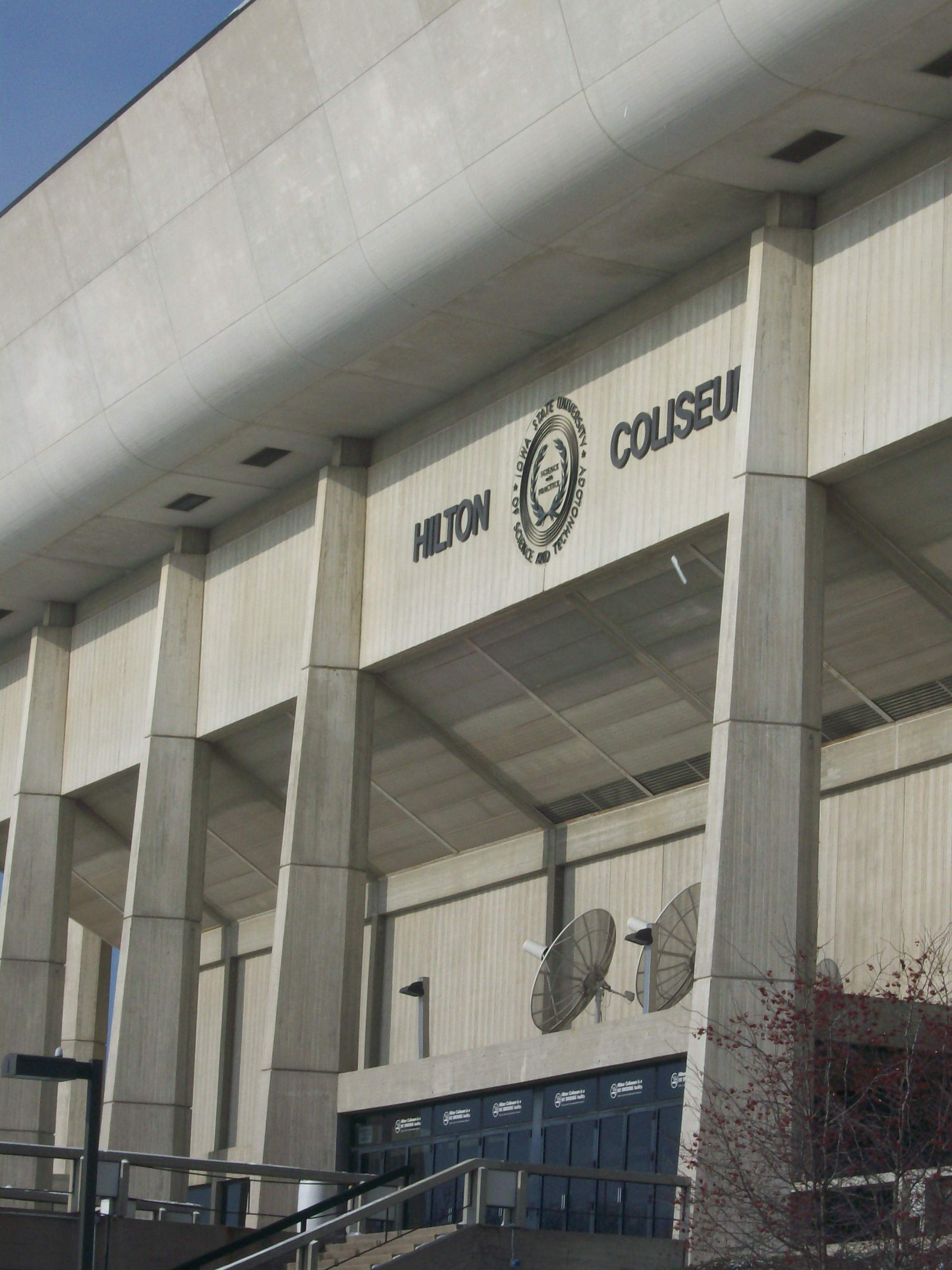
Hala

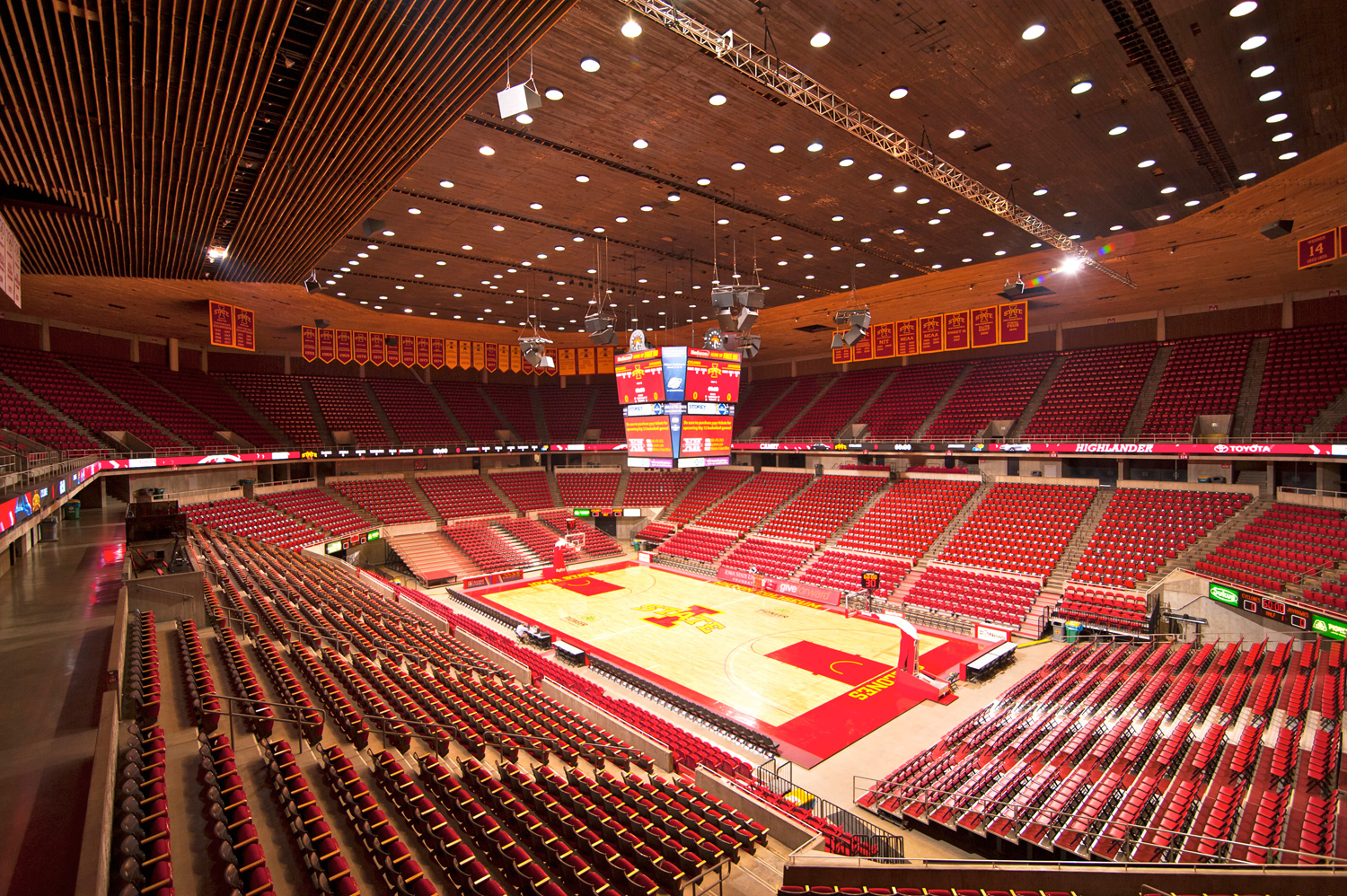
Hala

- Outstanding Wrestler – Mark Schultz

## Wyniki

### Drużynowo
| Kolejność | Szkoła                         | Zespół         |
| --------- | ------------------------------ | -------------- |
| 1.        | University of Iowa             | Hawkeyes       |
| 2.        | Iowa State University          | Cyclones       |
| 3.        | University of Oklahoma         | Sooners        |
| 4.        | Oklahoma State University      | Cowboys        |
| 5.        | University of North Carolina   | Tar Heels      |
| 6.        | University of Nebraska–Lincoln | Cornhuskers    |
| 7.        | Indiana State University       | Sycamores      |
| 8.        | Lehigh University              | Mountain Hawks |

### All American

#### 118 lb
| Lp. | Zawodnik         | Szkoła                   |
| --- | ---------------- | ------------------------ |
| 1.  | Barry Davis      | Iowa                     |
| 2.  | Kevin Darkus     | Iowa State               |
| 3.  | Bobby Weaver     | Lehigh                   |
| 4.  | Bob Monaghan     | North Carolina           |
| 5.  | Randy Willingham | Oklahoma State           |
| 6.  | Joe McFarland    | Michigan                 |
| 7.  | Bob Dickman      | Indiana State            |
| 8.  | Charlie Heard    | Tennessee at Chattanooga |

#### 126 lb
| Lp. | Zawodnik      | Szkoła                |
| --- | ------------- | --------------------- |
| 1.  | Adam Cuestas  | Cal State Bakersfield |
| 2.  | Scott Barrett | Boise State           |
| 3.  | Wayne Jones   | San Jose State        |
| 4.  | Joe Gibbons   | Iowa State            |
| 5.  | Frank Famiano | SUNY Brockport        |
| 6.  | Scott Lynch   | Penn State            |
| 7.  | Dave Cooke    | North Carolina        |
| 8.  | Derek Porter  | Eastern Illinois      |

#### 134 lb
| Lp. | Zawodnik     | Szkoła                |
| --- | ------------ | --------------------- |
| 1.  | C.D. Mock    | North Carolina        |
| 2.  | Don Reese    | Bloomsburg            |
| 3.  | Jim Gibbons  | Iowa State            |
| 4.  | Eddie Baza   | San Jose State        |
| 5.  | Jim Edwards  | Louisiana State       |
| 6.  | Jeff Kerber  | Iowa                  |
| 7.  | Buddy Lee    | Old Dominion          |
| 8.  | Mike Barfuss | California Poly-State |

#### 142 lb
| Lp. | Zawodnik       | Szkoła           |
| --- | -------------- | ---------------- |
| 1.  | Andre Metzger  | Oklahoma         |
| 2.  | Lenny Zalesky  | Iowa             |
| 3.  | Jim Martinez   | Minnesota        |
| 4.  | Bill Nugent    | Oregon           |
| 5.  | Johnnie Selmon | Nebraska–Lincoln |
| 6.  | Randy Conrad   | Iowa State       |
| 7.  | Ken Gallagher  | Northern Iowa    |
| 8.  | Lenny Nelson   | Wilkes           |

#### 150 lb
| Lp. | Zawodnik          | Szkoła               |
| --- | ----------------- | -------------------- |
| 1.  | Nate Carr         | Iowa State           |
| 2.  | Kenny Monday      | Oklahoma State       |
| 3.  | Roger Frizzell    | Oklahoma             |
| 4.  | Wes Roper         | Missouri             |
| 5.  | Frank Castrignano | North Carolina State |
| 6.  | Mark Schmitz      | Wisconsin            |
| 7.  | Mike Elinsky      | North Carolina       |
| 8.  | Dave Galdi        | Columbia             |

#### 158 lb
| Lp. | Zawodnik        | Szkoła                |
| --- | --------------- | --------------------- |
| 1.  | Jim Zalesky     | Iowa                  |
| 2.  | Perry Shea      | Cal State Bakersfield |
| 3.  | Ricky Stewart   | Oklahoma State        |
| 4.  | Isreal Sheppard | Oklahoma              |
| 5.  | Chris Catalfo   | Syracuse              |
| 6.  | Bill Dykeman    | Louisiana State       |
| 7.  | Jackson Kistler | Arizona State         |
| 8.  | Lou Montano     | California Poly-State |

#### 167 lb
| Lp. | Zawodnik        | Szkoła         |
| --- | --------------- | -------------- |
| 1.  | Dave Schultz    | Oklahoma       |
| 2.  | Mike Sheets     | Oklahoma State |
| 3.  | John Reich      | Navy           |
| 4.  | Brad Bitterman  | New Mexico     |
| 5.  | John Hanrahan   | Penn State     |
| 6.  | Colin Grissom   | Yale           |
| 7.  | Dave Fitzgerald | Iowa           |
| 8.  | Jan Michaels    | North Carolina |

#### 177 lb
| Lp. | Zawodnik       | Szkoła           |
| --- | -------------- | ---------------- |
| 1.  | Mark Schultz   | Oklahoma         |
| 2.  | Ed Banach      | Iowa             |
| 3.  | Charlie Heller | Clarion          |
| 4.  | Perry Hummel   | Iowa State       |
| 5.  | Dave Young     | Missouri         |
| 6.  | Jim Scherr     | Nebraska–Lincoln |
| 7.  | Joe Gormally   | Northern Iowa    |
| 8.  | Ed Potokar     | Ohio State       |

#### 190 lb
| Lp. | Zawodnik       | Szkoła           |
| --- | -------------- | ---------------- |
| 1.  | Pete Bush      | Iowa             |
| 2.  | Mike Mann      | Iowa State       |
| 3.  | Colin Kilrain  | Lehigh           |
| 4.  | Bill Scherr    | Nebraska–Lincoln |
| 5.  | Kirk Myers     | Northern Iowa    |
| 6.  | Geno Savegnago | Eastern Illinois |
| 7.  | Greg Hawkins   | Oklahoma State   |
| 8.  | Mike Potts     | Michigan State   |

#### UNL
| Lp. | Zawodnik          | Szkoła               |
| --- | ----------------- | -------------------- |
| 1.  | Bruce Baumgartner | Indiana State        |
| 2.  | Steve Williams    | Oklahoma             |
| 3.  | Lou Banach        | Iowa                 |
| 4.  | Wayne Cole        | Iowa State           |
| 5.  | Mike Holcomb      | Miami Ohio           |
| 6.  | Mark Rigatuso     | Nebraska-Omaha       |
| 7.  | Gary Albright     | Nebraska-Lincoln     |
| 8.  | Tab Thacker       | North Carolina State |